# Hietasaari (ö i Lappland, Östra Lappland)
Hietasaari är en ö i Finland. Den ligger i sjön Iso Hietajärvi och i kommunen Posio i den ekonomiska regionen  Östra Lapplands ekonomiska region  och landskapet Lappland, i den norra delen av landet, 700 km norr om huvudstaden Helsingfors. Öns area är 1,1 hektar och dess största längd är 170 meter i öst-västlig riktning.